# Kivot
Kivot nebo kiot (rusky: киот, ukrajinsky: кіот, řecky: προσκυνητάρι) je zdobná (často rozkládací) skříňka nebo skleněná přihrádka pro uchovávání a vystavování ikon.

## Etymologie
Východoslovanský tvar kiot, pochází z řeckého výrazu κῑβωτός, „krabička, skříňka“, v řečtině samotné se však používá výrazu προσκυνητάρι, od προσκυνητής, „poutník“, díky poutníkům, kteří nosili ikony ve skříňkách či na stojanech.

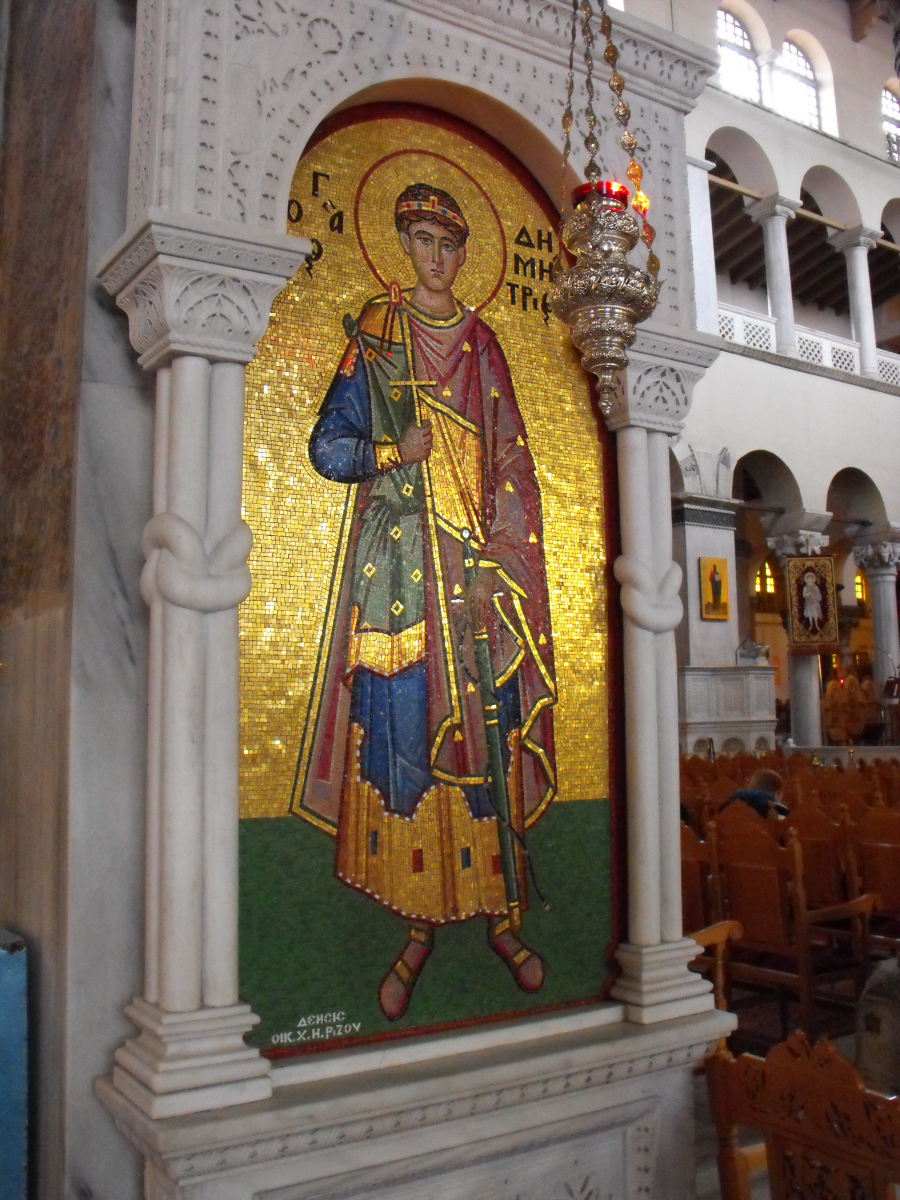
Ikona-mozaika sv. Demetria Soluňského uvnitř mramorového kivotu. Soluň, Řecko
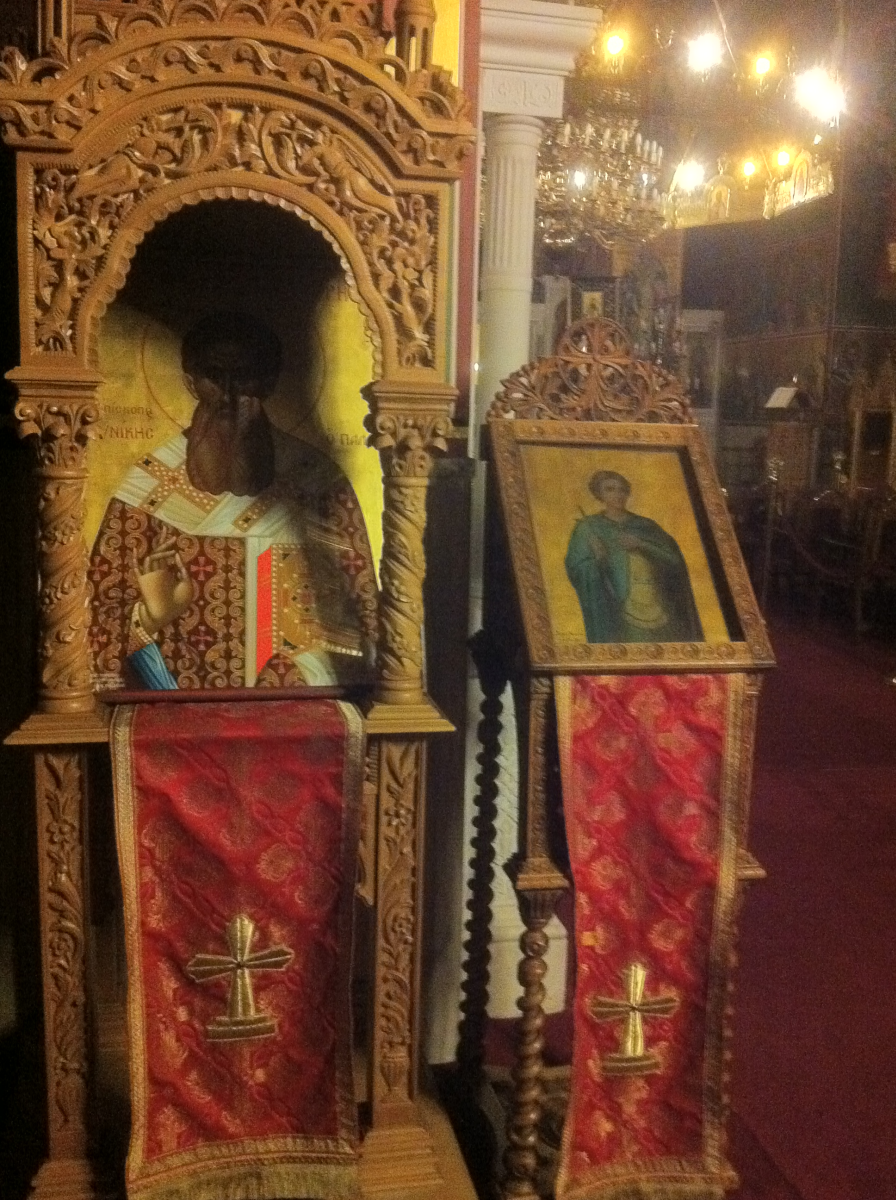
Ikona sv. Řehoře Palama v kivotu. Vedle stojí analoj (analogion). Soluň, Řecko
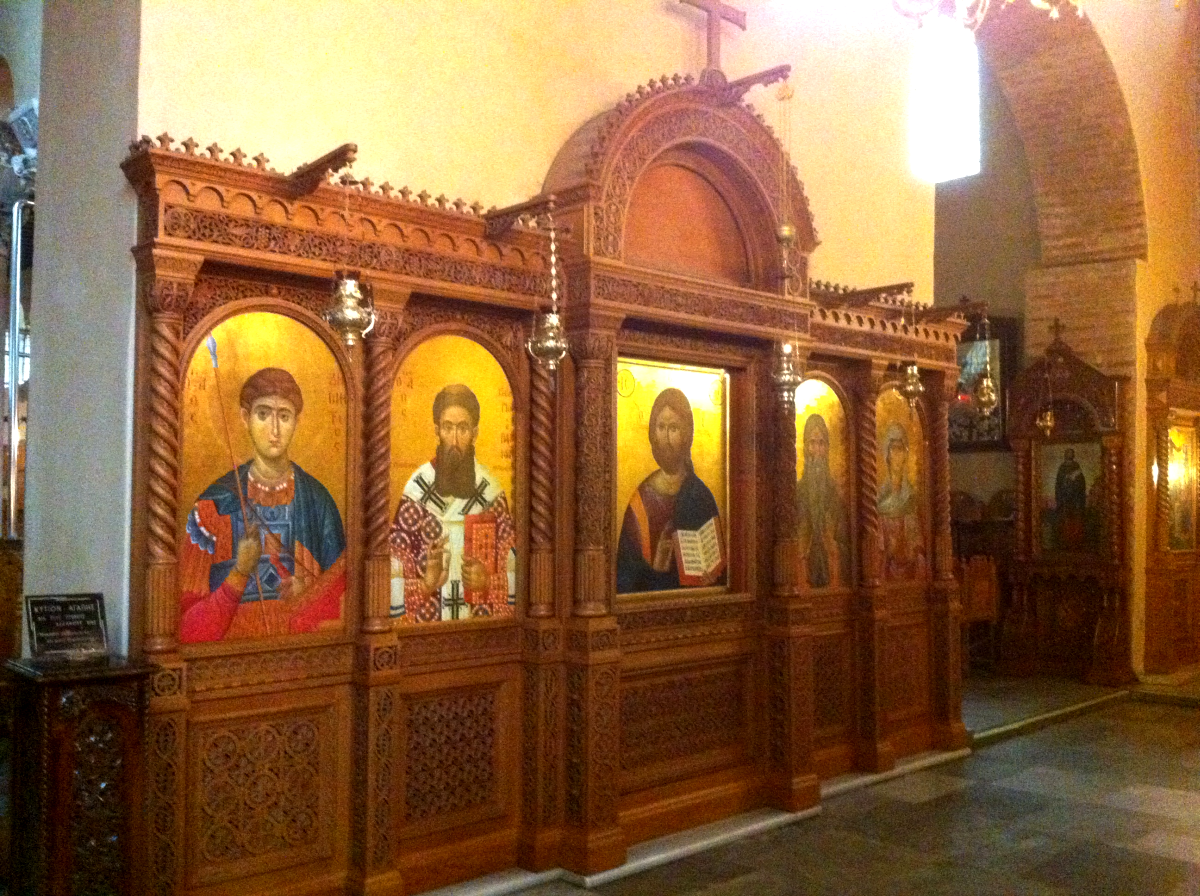
Ikony uvnitř většího kivotu vyrobeného pro vícero ikon, stojícího v chrámovém nartexu. Soluň, Řecko
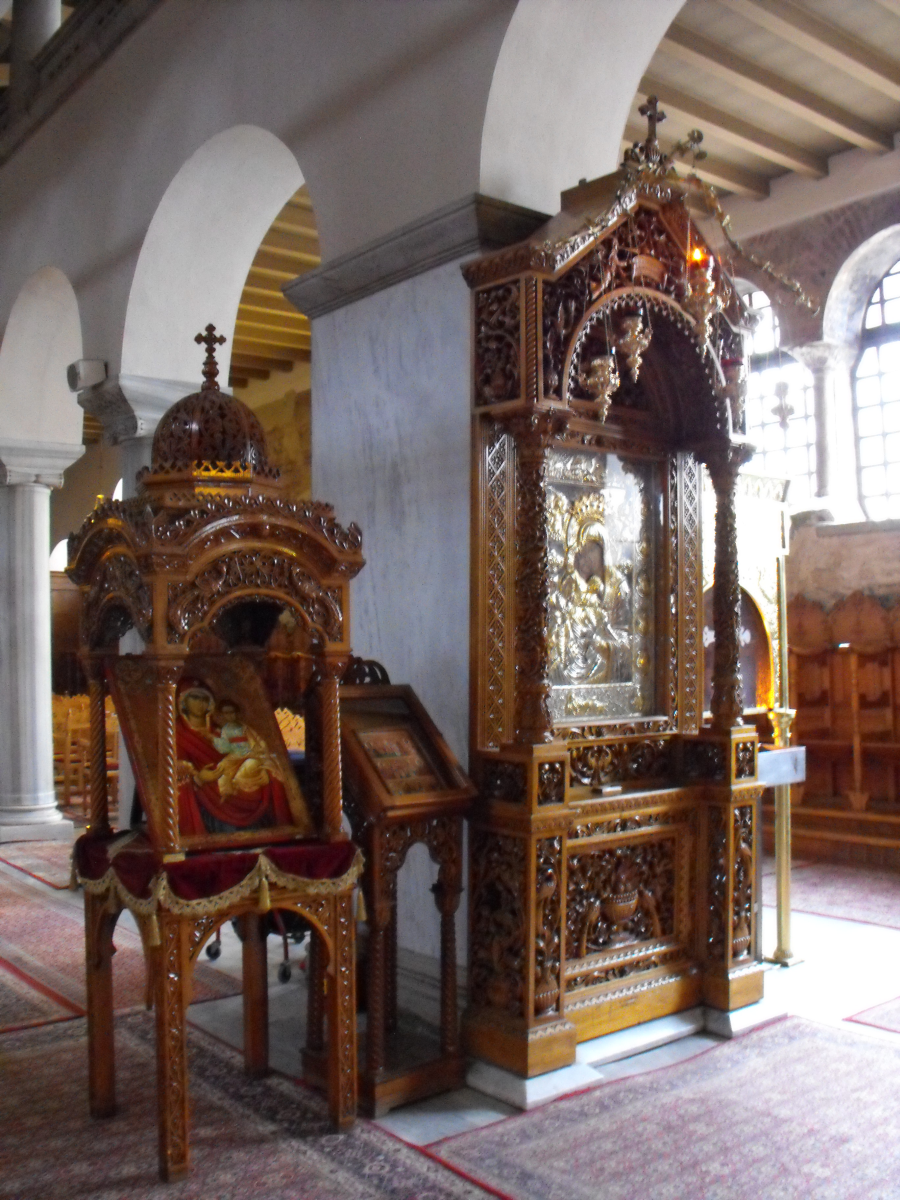
Analoj mezi dvěma kivoty. Soluň, Řecko